# اللغة الداكوتية
اللهجة الداكوتية أو داخوتيّابي (بالإنجليزية: Dakhótiyapi) أو لغة داكوتا اصطلاحًا (بالإنجليزية: Dakota language) أو لهجة قبائل داكوتا، هي لغة أمريكية أصلية، يتحدث بها عدد محدود من أبناء القبائل الداكوتية المتفرعين من العرق السُوْوي، وهم أقدم أمة أمريكية أصلية، وحاليًا ينتشر معظم المتحدثين بالداكوتية في ولايتي داكوتا الشمالية وداكوتا الجنوبية وهما من ولايات الغرب الأوسط في الولايات المتحدة. ترتبط اللهجة الداكوتية باللهجة اللاكوتية بشكل وثيق للغاية، ويُمكن للمتحدثين باللهجتين أن يفهموا بعضهم البعض بيُسر. يبلغ عدد المتحدثين بالداكوتية بطلاقة 290 شخصًا فقط وفقًا لإحصاء 2016، بنسبة 1.5% من إجمالي الداكوتيين البالغ عددهم نحو 20 ألفًا، وهي مصنفة ضمن اللغات المعرضة لخطر الانقراض.

## أسماؤها الأخرى
يشار إلى «اللغة الداكوتية» أيضًا باسم «داخوتا» (بالإنجليزية: Dakhota).

## العائلة اللغوية
تعد اللهجة الداكوتية أحد فرعي اللغة السُوْويَّة من لغات «داكوتان» (بالإنجليزية: Dakotan) التي تنتشر في «وادي المسيسيبي السُوْوي» (بالإنجليزية: Mississippi Valley Siouan) أو «المنطقة السُوْويَّة الوسطى» (بالإنجليزية: Central Siouan)، التي ترجع هي الأخرى للفرع المغربي من عائلة اللغات السُوْويَّة. وهي تنقسم إلى لهجتين اثنين، الشرقية (بالإنجليزية: Eastern Dakota) والغربية (بالإنجليزية: Western Dakota)، والأخيرة عُرِفت في وقت سابق باسم «ناكوتا» بسبب خطأ في تصنيفها، حيث عُدّت لغة/لهجة شقيقة لكل من الداكوتية واللاكوتية.

## أماكن الانتشار
ينتشر متحدثو اللغة الداكوتية في المقام الأول في ولايتي داكوتا الشمالية وداكوتا الجنوبية، ولهم أيضًا تواجد في شمال ولاية نبراسكا وجنوب ولاية مينيسوتا، بذلك يكون معظم تواجدهم في ولايات الغرب الأوسط الأمريكية. كما أن لهم انتشار محدود في جنوب مقاطعتي مانيتوبا وساسكاتشوان في كندا.